# 陈春龙
陈春龙（1941年—），湖北英山人，中华人民共和国法学家，北京市高级人民法院原副院长，第八、九届全国政协委员。